# Irena Kogan
Irena Kogan (* 1. Oktober 1973 in Mykolajiw, Ukrainische SSR) ist eine israelische Soziologin, die als Professorin an der Universität Mannheim lehrt.

## Biografie
Kogan studierte von 1990 bis 1995 Fremdsprachen und Pädagogik am Pädagogischen Institut der Universität Cherson (Ukraine), in Israel folgte ab 1996 (inklusive Vorbereitungsjahr) ein Studium der Soziologie und Anthropologie an der Universität Tel Aviv (Titel der Magisterarbeit aus dem Jahr 1999: „Labour Market Attainment of Immigrants from the Former Soviet Union in Israel and Canada“). Ab 2000 studierte Kogan als Stipendiatin an der Universität Mannheim, wo sie 2005 promovierte (Titel der Dissertationsschrift: Labour Market Integration of Immigrants in the European Union: The Role of Host Countries’ Institutional Context).
Ab April 2006 war sie Fellow am Mannheimer Zentrum für Europäische Sozialforschung (MZES) an der Universität Mannheim und ab Oktober 2007 External Fellow ebendort. Von Oktober 2007 bis September 2009 war sie ordentliche Professorin für Soziologie an der Universität Bamberg. Seit Oktober 2009 ist sie Professorin für Soziologie und Gesellschaftsvergleich an der Universität Mannheim. Ihre Arbeitsschwerpunkte sind Sozialstrukturanalyse und Migrationsforschung. Ab Sommer 2014 leitete sie bis 2016 am MZES den Arbeitsbereich A, Die europäischen Gesellschaften und ihre Integration und war als Arbeitsbereichsleiterin bereits Mitglied des MZES-Vorstandes. Von Februar 2020 bis Februar 2023 war sie Direktorin des MZES.
Sie spricht neben Ukrainisch auch fließend Deutsch, Englisch, Russisch und Hebräisch und galt 2008 als jüngste ausländische Lehrstuhlinhaberin Deutschlands.
2025 wurde Kogan zum Mitglied der Akademie der Wissenschaften und der Literatur gewählt.